# Monaster Marka
Monaster Marka (mac. Марков Манастир) – prawosławny klasztor w okolicy wsi Markova Sušica, w regionie Skopje.
Klasztor z główną cerkwią pod wezwaniem św. Dymitra Sołuńskiego został ufundowany przez króla Vukašina Mrnjavčevicia, panującego w centralnej i północno-zachodniej Macedonii w latach 1366-1371. Budowę monasteru zakończył jego syn, królewicz Marko, który został upamiętniony w potocznej nazwie klasztoru.
Główna cerkiew klasztorna wzniesiona jest na planie kwadratu z dostawionym narteksem. Przedsionek i nawa kryte są odrębnymi dachami. Architektura monasteru jest przykładem wpływów serbskich w średniowiecznej sztuce macedońskiej.